# バーディ企画
株式会社バーディ企画（バーディきかく）は、かつて東京都大田区大森北に本社を置いていた、日本の芸能事務所・番組制作会社・広告代理店である。

## 概要
番組制作の他に、歌手（設立当初から存在したが、途中から養成廃止。講師には大手のレコード会社の元音楽プロデューサーも存在し、女性1名がレコード会社と契約し事務所を移籍している。)・声優・俳優・シニアタレントの養成を行っており、テレビ番組・CM・アフレコなどの出演実績も数多い。
さらにタレントのマネジメント業務も行っており、演歌歌手の水田竜子ら3人が所属していた。
ラジオ番組の分野では、民放地方局向けに数多くの番組を制作していた。
2015年6月に業務停止、これに伴い『ウハステーション』などのラジオ番組も急遽打ち切りとなり、公式ホームページも閉鎖。同年12月9日、東京地裁より破産開始決定を受けた。

## 沿革
- 1965年2月：栄音楽事務所設立
- 1974年6月：株式会社バーディ企画を設立
- 1977年11月：日刊テレビニュース社吸収合併
- 1979年7月：バーディ音楽出版設立
- 1992年6月末：音楽出版の傍らピーター・ブラザーズ・タレントセンターより320数名を引き受け。
- 1992年7月：バーディタレントセンター開設
- 2015年12月：東京地裁から破産手続開始決定を受ける。
- 2016年6月：法人格消滅。

## 主な所属タレント
タレントは、同社の一部門「バーディタレントセンター」に属していた。
- 佐久間信子
- 水田竜子
- 松木路子
- 安谷屋なぎさ

## 主な制作番組

### テレビ
- スターバラエティー（1977年11月 -、東京12チャンネル他で放送、企画制作）
- 新春翔けスター!!（1989年 - 1993年、毎年正月に日本各地のテレビ局で放送）
- ゆく年くる年「GALAコンサート」（1989年 -、テレビ東京、制作協力）
- 青春!ビデオメッセージ（1990年4月 -、テレビ東京）

### ラジオ
- ミッドナイトプラザ（1975年 -、ラジオ関東（現：ラジオ日本））
- ナイトビューティ（1975年 -、ラジオ関東）
- 秀樹のウィークリーポップス（IBC岩手放送など）
- あなたへの贈り物岩崎宏美です（ラジオ大阪・中国放送など）
- 柏原芳恵の青春音楽館（北海道放送など）
- ミッチの独言倶楽部（パーソナリティ堀江美都子、CBCラジオ・毎日放送など）
- 音楽草紙（パーソナリティ山野さと子、熊本放送など）
- スクランブルジョッキー
- LISTEN HOT（岩手放送、茨城放送、和歌山放送、中国放送、山陰放送など）
  - パーソナリティ・石川秀美（1990年9月まで）→ 国実百合（1990年10月 - 1992年3月）→ 金子恵実（1992年4月 - 1995年3月）
- 佐野量子 レタスのくしゃみ（北海道放送など）
- 細川たかしの気分最高（STVラジオ・九州朝日放送など）
- ユキとミホの楽しさ満貫（パーソナリティ伍代夏子、茨城放送）
- 堀江美都子 michi presents あしたがすき（2007年、ラジオ関西など）
- パチンコ予備校 坂本ちゃんのウイングアカデミー
- テイチクアワー
- 広瀬編集長のナイスゴルフ→初見進のナイスゴルフ（信越放送など）
- おはよう歌謡曲（ラジオ日本）
- ナース・えりぃのコ・メディカル・ダイアリー
- Ani・Comiメディアパラダイス こみっくきゃっする（栃木放送）パーソナリティ・岡崎瑞生
- 土曜の夜ですウハウハ大放送 アニメストリート→ウハウハ大放送 アニメストリート→ウハウハ大放送→ウハステーション（ラジオ日本）
  - アニストアカデミー→ニジドラ→シアター130
- 水田竜子の歌って素晴らしい（ラジオ日本など）
- 宇都美慶子 噂じかけのオレンジ・ペコ→宇都美慶子 アワージェネレーション（FM三重）
- 横見浩彦ラジオ鉄道→横見とゆゆのラジオ鉄道→横見とはるるのラジオ鉄道→横見浩彦ラジオ鉄道（静岡放送など）
- 河西結花のさわやかダイヤリー→河西結花の古式結花式（岐阜放送）
- Little Nonのアキバラ!!（2010年秋 - 2011年春、岐阜放送・静岡放送）
- 山へ行こう!（笹原芳樹・中村恭子、北海道放送など）
- 歌謡玉手箱（熊本放送、山陰放送）